# Leonor Sarmiento de la Cerda
Leonor Sarmiento de la Cerda ( ¿? – ¿? ), fue una noble castellana, consorte del VI Señor de Fuentidueña.

## Orígenes familiares
Leonor Sarmiento de la Cerda, hija de Diego Gómez Sarmiento de Villandrando y Ulloa, III conde de Salinas y III conde de Ribadeo, y de Brianda de la Cerda, señora de Miedes.

## Muerte y sepultura
Leonor Sarmiento de la Cerda probablemente fue sepultada junto a su marido y su hijo en el convento de San Francisco de Fuentidueña.

## Matrimonio e hijos
Leonor Sarmiento de la Cerda contrajo matrimonio con Antonio de Luna y Valois, VI Señor de Fuentidueña, con el que tuvo al menos un hijo:
1. Álvaro de Luna y Sarmiento, padre del VII Señor de Fuentidueña.[3]